# 陈莲涛
陈莲涛（1901年—1994年），号虎道人、海石翁，因爱猫画猫又自号猫痴，斋名师竹斋，著名海派画家，花鸟画大师，尤精于画猫，人称“猫王”。

## 生平
浙江宁波府鄞县人，生于上海，另说生于宁波，父亲为上海知名纺织商人。号虎道人、海石翁，因生前爱猫画猫，又自号“猫痴”。
早年曾从父愿入上海绸缎行，历任学徒、职员、掌柜及经理。因其经营之绸缎行邻有“怡春堂书画店”，上下班常经此字画店赏玩，因此爱上书画，弃商学画。又结识吴昌硕、王一亭等海上江浙诸大家，与张善孖、张大千昆仲切磋唱和，画艺大进，艺名“虎道人”即为张善孖、张大千昆仲所起（张善孖专长画虎）。
其青年艺术生涯游走山水画、人物画、花鸟画，于人物、走兽等无一不通。又与画家張大壯、江寒汀、鄭慕康等于上海創辦「大觀雅集」畫室。其艺术大成在于花鸟画，工笔、写意均擅长，曾绘《百猫百卉图》轰动艺坛。其艺术成就在《近現代書畫家款印總匯》、《中國當代國畫家辭典》等专著中都有收录。晚年尤精画猫，人称“江南猫王”。生前曾任上海文史馆馆长。
他的作画印信闲章有“丽堂”、“海石”等。其画室“师竹斋”，为当代书坛泰斗沙孟海所题写。